# Festivalbussen
Festivalbussen är ett bussbolag som specialiserat sig på resor till och från festivaler och större konserter. Bokning sker från företagets webbplats, och bolaget kör från de flesta större orterna i Sverige.